# Tvornica duhana Mostar
Tvornica duhana Mostar, poduzeće u Mostaru. Osnovano je 1880. godine, nakon austro-ugarskog zaposjedanja BiH od Osmanlija. Austro-Ugarska donijela je sa sobom tekovine zapadne uljudbe i masovno ulagala u bh. gospodarstvo. Pod nadzorom države počela se razvijati duhanska industrija u BiH, koristivši izvrsne klimatske uvjete u Hercegovini i dugu tradiciju u proizvodnji sorta duhana visoke kakvoće. Tako je izgrađena i tvornica u Mostaru. Pogoni su u industrijskoj zoni grada Mostara na jugu grada, pored magistralne ceste puta Sarajevo - Ploče. Do Ploča u Hrvatskoj je 60 km, a od Sarajeva 130 km. Prometno je dobro povezana i s drugim prometnim sredstvima (zračna luka, željeznica). Pogoni tvornice površine su 23.704 m2.
U Titovoj Jugoslaviji ponijela ime "Fabrika duhana".
Nekada je gradila Hercegovinu i ostvarivala velike dobitke poslijeratnih 1990-ih. 
Postoje teze da je 1970-ih tvornica bila loše poslovala i da je bila pred gašenjem pa je odlukom tadašnje republičke vlasti SR BiH pripojena sarajevskoj tvornici duhana i otad je u višedesetljetnoj vezi s Fabrikom duhana Sarajevo. Iz toga proizlazi da mostarska tvornica gubi potpuni subjektivitet, ali i patentna prava na svoje marke cigareta. Veze su nestale nakon rata.
Izjednačavanjem cijena domaćeg i uvoznog duhana 2000. tvornice duhana u Sarajevu, Mostaru i Čapljini došle su u probleme zbog niskih cijena uvoznog duhana.
2000-ih je morala smanjiti vlasničku glavnicu. Postala je primjer propale privatizacijske priče, Proizvodnja je prestala 2007. godine. Radi namirivanja potraživanja prodani su strojevi koji su nešto vrijedili. Radnici su godinama dežurali u tvornici pokušavajući je zaštiti od propasti, ali nisu uspjeli. 19. ožujka 2019. upravna zgrada u ulici Maršala Tita i prateći objekti koji se protežu na 20 dunuma zemlje prodani su za sitan iznos.

## Vanjske poveznice
- Geografski pregled  Arhivirana inačica izvorne stranice od 20. travnja 2018. (Wayback Machine) Herzegovinian Tobacco Heritage